# アメリカ陸軍工兵司令部
アメリカ陸軍工兵隊（アメリカりくぐんこうへいたい、英: United States Army Corps of Engineers, USACE）は、アメリカ合衆国政府の機関の一つであり、下記の業務を含むエンジニアリングを行う。
- ダムなど土木工事プロジェクトの計画、設計、施工および運転
- アメリカ陸軍とアメリカ空軍の軍事施設の設計と施工監理
- 他の国防部局など連邦政府の施設の設計と施工監理の支援
- 放射能汚染地域の管理・除染 (FUSRAP)

工兵隊には34,600名の軍属と650名の軍人が勤めている。通常は工兵隊 (the Corps of Engineers) と呼ばれる。
工兵隊の歴史は1775年のアメリカ独立戦争時、大陸会議がリチャード・グリドリーを最初の技師長に任命したときに始まった。その最初の任務はボストン市に近いバンカーヒルの防御線を造ることであった。工兵隊としてはフランス王ルイ16世に仕えていた中からジョージ・ワシントンに雇用されたフランス人技師で大半が構成されていた。1802年、工兵隊はウエストポイントに駐在することとなり、アメリカでは最初の陸軍士官学校を造った。

## 注目を浴びた時

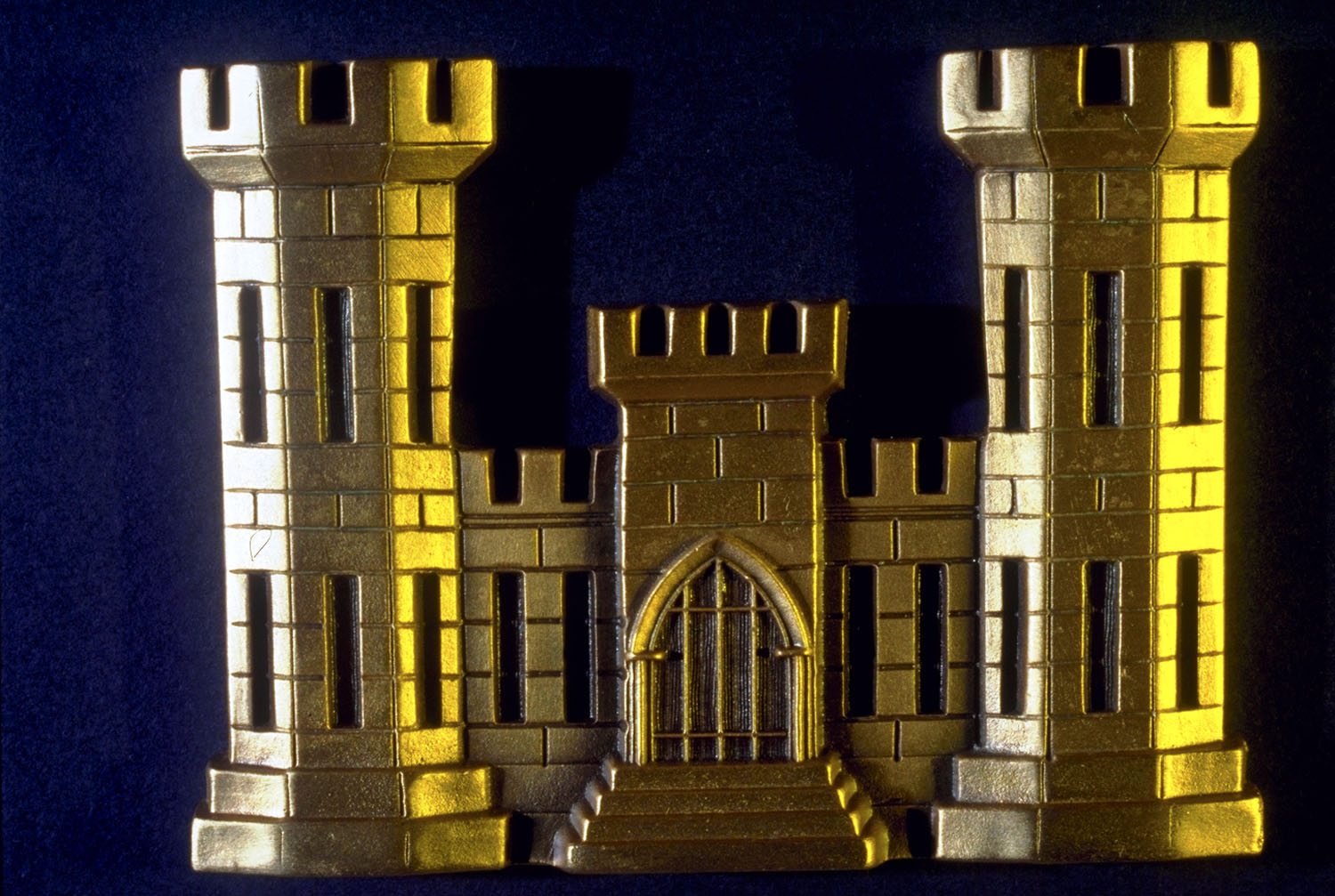
アメリカ陸軍工兵隊士官が着けている記章の金の城

大陸会議は1775年6月16日、「大陸軍の技師長」を創設することを承認した。これはジョージ・ワシントンが大陸軍の最高司令官に任命された翌日にあたる。工兵隊としては1779年3月11日に大陸会議に承認された。現在の形の陸軍工兵隊となったのは1802年3月16日であり、時の大統領トーマス・ジェファーソンは、「工兵隊を組織として設立する ... この兵団は ... ニューヨーク州ウエストポイントに駐在し、陸軍士官学校を建設する」ことを承認した。陸軍士官学校は1866年まで工兵隊の指導下にあった。1812年の米英戦争後、ニューオーリンズの要塞化を初めとして、アメリカ合衆国の河川工事に関わることは工兵隊の管轄となった。1838年7月4日に承認された地理工学兵団は士官のみで構成されており、灯台など連邦政府の土木工事について、地図作り設計および施工を任された。この士官の中には、南北戦争で活躍したジョージ・ミードがいた。地理工兵隊は1863年に工兵隊に合併された。
工兵隊が担当した顕著な建造物としては、連邦政府予算が付かなくなった1838年までのカンバーランド道路、高さ555フィート5 1/8インチ (169 m) のワシントン記念塔（トマス・リンカーン・ケーシーの監督と指揮によって1888年に完成）、主要な水力発電プロジェクト、ペンタゴンの計画と建設、および原子爆弾のマンハッタン計画がある。
ミシシッピ大洪水など災害時の応急的土木工事も工兵隊の責任範囲となった。ニューオーリンズはこの事例である。
1965年のハリケーン「ベッツィ」で市街地の大部分の洪水被害を受けたニューオーリンズでは、連邦指令により、洪水防止法に規定される堤防の設計と建設に対する責任ある唯一の部局となっている。

## 司令官
現在の陸軍工兵隊の司令官兼技師長は、トッド・T・セモナイト中将である。歴代の司令官兼技師長はen:Chief of Engineers（英語）を参照。

## 司令部
司令部は工兵隊内の組織について政策と手引きおよび計画の方向性を定義する。事務局と17名の参謀で構成されている。ワシントンD.C.にある司令部は他の工兵隊組織の全てについて政策と計画と今後の方向を創る。工兵隊司令部の特務曹長はロバート・A・ウィンゼンリードである。
工兵隊司令部副司令官として2人が参謀本部の活動を監督し、司令官にかかる重い責任を分担する。工兵隊司令部副司令官は次の2人である。
- ロナルド・L・ジョンソン
- スティーブン・R・アブト / 動員と予備役関連を担当

軍事的計画と土木工事の支配人として2人が指名されている。支配人は次の2人である。
- マーディス・W・B・テンプル / 軍事的計画/作戦実行の支配人
- ドン・T・リリー / 土木工事の支配人

## 組織
工兵隊には地域的に分かれた8つの部と2つの暫定的な師団および暫定的地区がある。これらは土木工事プロジェクトの分水界で区分されているものと、軍事プロジェクトの政治的境界で区分されているものがある。以下の師団と区域がある。
- 五大湖およびオハイオ川師団 (LRD)
- ミシシッピ川師団 (MVD)
- 北大西洋師団 (NAD)
- 北西部師団 (NWD)
- 太平洋師団 (POD)
- 南大西洋師団 (SAD)
- 南太平洋師団 (SPD)
- 南西部師団 (SWD)
- ガルフ地区師団（暫定） (GRD) イラク問題を担当
- アフガニスタン工兵地区（暫定） (AED) テロ問題を担当

## 実行活動
工兵隊の主要な任務の一つは、1972年の水質汚濁防止法（別名清水法）第404条に基づく湿地帯許容プログラムの監理である。この法律は陸軍長官に浚渫物と埋立て物の投棄に認可を発行する権限を与えた。
1899年の河川港湾法第10条（アメリカ合衆国法典では第33章第403条）は合衆国の航行可能な水域に関する工兵隊の権限を定めた。航行可能な水域とは、「アメリカ合衆国の航行可能な水域とは、潮の干満のある水域および現在利用されている水域、あるいは過去に利用されていた水域、あるいは州間または外国との商業取引に利用される可能性がある水域」として定義され、工兵隊は航行可能な水域に架ける橋の免許や埠頭および海岸線の保守に関して広い実行権限を有している。
工兵隊が発行する3種類の認可がある。国全体、地域固有および個別である。発行される認可の80％は国全体に掛かるものであり、連邦公報で出版されるような一般的な形の行動を含んでいる。国全体の認可を得るためには、申請者は地域の工兵隊事務所に、その意図、型式と影響する量、および地域の地図を付けた申請書を送るだけでよい。国全体の手続きは大変簡単であるが、工事開始前に工兵隊の承認を得なければならない。個別の認可は0.5エーカー (2,000 m2) より大きな開発プロジェクトには必要とされている。

## 研究
工学研究開発センター (ERDC) は工兵隊の研究開発部門である。7つの研究室がある。次のような研究を支援する。
- ダム安全システム
- 地図製作・地勢図分析
- 公共設備設計、施工、運転および保守
- 構造力学
- 冷涼地域および氷の力学
- 海岸および水力利用工学、コンピュータプログラムHEC-RASの制作
- 環境の特質、ヘドロなど廃棄物の毒性化学物質を含む
- 土質力学
- コンピュータ科学およびHPC

## 支援サービス
工兵隊には他にも幾つかの主要な組織がある。
- アメリカ陸軍エンジニアリング支援センター (CEHNC); 国家的あるいは広い範囲の計画で通常は工兵隊部局が行わないものについて、工学的技術的支援活動とプログラム/プロジェクト監理、建設監理および革新的な契約の主導を行う。
- 環大西洋プログラム・センター (CETAC); 連邦政府の海外プログラムおよび政策の支援を行う。
- 工兵隊財務センター (CEFC); 工兵隊の活動資金獲得と会計業務を支援する。
- ハンフリーズ技術センター支援活動 (CEHEC); 工兵隊と他の現地事務所に管理的また運転上の支援を行う。
- 海洋設計センター (CEMDC); 工兵隊、陸軍および非戦時の国家的水資源プロジェクトの計画、設計および造船契約監理を含むプロジェクト全体監理、および国家的緊急時あるいは動員時の軍事的建設能力の増大を図る。
- 水資源研究所 (IWR); 水資源管理条件の変化を予測する新しい評価方法、方針およびデータを開発し適用することで土木工事理事会や他の工兵隊部局を支援する。
- 第249工兵大隊（主要電力）; 戦時、災害救援時などに主要電力を発電し供給するとともに、発電供給システムに関する助言と技術支援を行う。また陸軍の発電供給補助機の保守を行う。
- 第911工兵中隊; ワシントンD.C.都市圏を支援して特別の技術的探査と救援活動を行う。合衆国首都の安全確保に当たる統合軍首都圏本部の実働支援構成員でもある。

## 雑学
- 工兵隊の記章「工兵城」は非公式な根拠で採用され始められたと信じられている。1841年、ウエストポイントの士官候補生がこの手の記章を付けていた。1902年、この城の記章は公式に工兵隊の記章として採用された。[2]

- 現在の記章はウエストポイントを1903年に卒業した陸軍将軍のダグラス・マッカーサーの付けた「金の城」を初めとしている。マッカーサーはその軍歴の初期は工兵隊に従軍し、卒業の記念品に家族から2つの記章を貰った。1945年、第二次世界大戦の終わり近く、マッカーサーは自分の記章を技師長のリーフ・J・スベードルップ将軍に贈った。1975年5月2日、工兵隊の誕生200周年の時に、長さ17マイル (17 km) のチェサピーク湾橋・トンネルを含む土木工事プロジェクトで成果をあげたスベードルップが退役し、当時の技師長で中将のウィリアム・C・グリッブル・ジュニアに金の城を贈った。グリッブルもマッカーサーの下で太平洋戦争を戦った者であった。グリッブルはこの時、金の城の記章を次代の技師長に受け継いでいくことを宣言し、現代もこの伝統が受け継がれている[3]。

- 工兵隊は、テネシー・ウィリアムズの劇『欲望という名の電車』 (A Streetcar Named Desire) の中に登場する。登場人物の一人、スタンレー・コワルスキはかって工兵隊上級曹長であった。

- ジャクリーン・ケネディ・オナシスはジョン・F・ケネディのためにアーリントン国立墓地に永遠の火を作る際、工兵隊に依頼した。

- 工兵隊がダムを建設するとき、一番近い郵便局の名前をそれぞれのダムに付けた。サマーズビル・ダムを建設する時にこの伝統が破られた。一番近いウエストバージニア州ギャドの町名をとってギャド・ダムとはせずに、2番目に近いサマービルの名前を選んだ。

## 法律問題
アメリカ合衆国議会の中には工兵隊の活動方法に改革が必要と考えている者がいる。ジョン・マケイン上院議員やラス・ファインゴールド上院議員は水資源開発法に2つの修正を提案している。1つは工兵隊の計画から設計・建設までのプロジェクトに独立した照査を入れることである。もう1つは3つの国家的優先順位に従って工兵隊のプロジェクトをランク付けすることである。3つの国家的優先順位とは洪水や嵐の損害を減らすこと、航海術、および自然環境の保護である。2007年8月、ファインゴールド上院議員は、「工兵隊の仕事のやり方を十分には変えていない」として、水資源法案の成立を阻止した。
2007年3月、ニューオーリンズ市はハリケーン「カトリーナ」で堤防が決壊し洪水になったことに対し工兵隊に770億ドルの損害賠償請求を行った。この請求額のうち、公共施設の損害に対しては10億ドルだけであり、残りは結果として生じた産業の損失と市の損なわれたイメージに対するものである。工兵司令部は1928年の洪水防止法によって潔白であると主張しているが、2007年2月、地方裁判所は航海術を含む場合にこの法は適用されないと判断した。
今日までに、工兵隊ニューオーリンズ支所には34,500件の個別の苦情が寄せられており、ニューオーリンズ市のものに加えて、現在は破産した電力会社エンタジー・ニューオーリンズやニューオーリンズ下水道のものも含まれている。